# Klinikum Vest
Das Klinikum Vest entstand 2008 aus dem Zusammenschluss des Knappschaftskrankenhauses Recklinghausen und der Paracelsus-Klinik Marl. Beide Standorte sind Akademische Lehrkrankenhäuser der Ruhr-Universität Bochum und KTQ-zertifiziert.

## Fachabteilungen im Knappschaftskrankenhaus Recklinghausen
- Allgemein-, Viszeral- und Adipositaschirurgie, Plastische Chirurgie
- Anästhesiologie, Intensivmedizin und Schmerztherapie
- Dermatologie und Allergologie
- Gefäßchirurgie – Vaskuläre und endovaskuläre Chirurgie, Phlebologie
- Hämatologie, Onkologie und Palliativmedizin (Med. Klinik III)
- Kardiologie, Elektrophysiologie, Gastroenterologie und Endokrinologie/Diabetologie (Med. Klinik I)
- Mund-, Kiefer- und Gesichtschirurgie – Plastische Chirurgie
- Neurochirurgie
- Neurologie, Stroke Unit und Frührehabilitation
- Radiologie, Neuroradiologie und Nuklearmedizin
- Radioonkologie und Strahlentherapie
- Unfallchirurgie, Sporttraumatologie und Handchirurgie
- Zentrum für Notfallmedizin

## Fachabteilungen in der Paracelsus-Klinik Marl
- Anästhesiologie, Intensivmedizin und Schmerztherapie
- Gastroenterologie-Hepatologie, Kardiologie und Infektiologie (Med. Klinik II)
- Geriatrie und Geriatrische Früh-Rehabilitation, Zentrum für Altersmedizin
- Gynäkologie und Geburtshilfe – Brustzentrum
- Multimodale Schmerztherapie
- Neurologie, Stroke Unit und Frührehabilitation, Parkinson-Zentrum
- Radiologie, Neuroradiologie und Nuklearmedizin
- Pneumologie, Beatmungs- und Schlafmedizin / Schlaflabor (Med. Klinik IV)
- Orthopädie und spezielle orthopädische Chirurgie
- Unfallchirurgie, Sporttraumatologie und Handchirurgie